# День туркменской дыни
«День туркменской дыни» (туркм. Gawun baýramy) отмечается второе воскресенье августа в Туркменистане, и является национальным праздником. В 1994 году праздник учредил Сапармурат Ниязов. К 11 его годовщине он выпустил книгу «Сапармурат Туркменбаши Великий о дыне». По всей стране проходят конференции ученых-бахчеводов, художественные выставки, ярмарки, массовые гуляния, концерты и театрализованные представления. В Русских православных церквях Туркмении проходят молебны на освящение плодов нового урожая дыни.